# Караваева, Валентина Ивановна
Валентина Ивановна Караваева (настоящее имя Алла, в замужестве Чапмен; 21 мая 1921 (по другим данным — 28 мая), Вышний Волочёк, Тверская губерния — декабрь (предположительно 25-го) 1997, Москва; на могиле датой смерти указано 12 января 1998) — советская актриса театра и кино. Лауреат Сталинской премии второй степени (1943).

## Биография
При рождении получила имя Алла.
Увлекшись кинематографом, написала письмо Сталину с просьбой отправить на учёбу и получила приглашение в школу Мосфильма. В 1940 году Валентина Караваева окончила актёрскую школу при киностудии «Мосфильм», мастерская Ю. Я. Райзмана. Он взял её на главную роль в своем фильме «Машенька». После выхода фильма, в 1943 году, вся съёмочная группа получила Сталинскую премию второй степени, и Караваева в 21 год стала самым молодым её лауреатом.
В 1944 году по пути на съёмки нового фильма Юлия Райзмана «Небо Москвы» Караваева попала в автокатастрофу — автомобиль на скорости столкнулся с трамваем. Водитель погиб, а у Валентины Караваевой остался ужасный шрам, протянувшийся от уха до подбородка. Её лицо осталось изуродовано, и это отлучило её от возможности сниматься в кино, за исключением эпизодов.
В 1944—1945 годах — актриса театра им. Моссовета.
В 1945—1950 годах, будучи замужем за английским атташе Джорджем Чапменом, жила в Великобритании и Швейцарии, организовала театр при русской общине в Женеве, где играла и ставила спектакли. В 1950—1951 — после неудачной пластической операции в Швейцарии развелась с мужем и вернулась в СССР, где ей предложили работу только в провинциальном драматическом театре на её родине, в городе Вышний Волочёк.
В 1951—1953 годах — актриса Московского театра им. А. С. Пушкина. В 1954—1957 — актриса Театра-студии киноактёра.
С 1957 года актриса киностудии им. М.Горького. В 1957 году сыграла в эпизодической роли в экранизации повести Николая Атарова «Повесть о первой любви» (режиссёр Василий Левин), в титрах фильма указана как В. Караваев. Затем лишь через шесть лет в 1964 году Эраст Гарин пригласил Караваеву на съёмки экранизации пьесы Евгения Шварца «Обыкновенное чудо», в которой актриса ярко сыграла острохарактерную роль Эмилии. Последнее появление актрисы на экране состоялось в 1966 году — в эпизоде фильма Эраста Гарина «Весёлые расплюевские дни». Кроме того, в 1968 году она озвучила первую новеллу фильма Михаила Калика «Любить…», что было помечено в титрах как исполнение эпизодической роли.
Работала над дубляжем кинокартин. Караваева дублировала роли актрис Бетт Дейвис («Всё о Еве»), Марлен Дитрих («Свидетель обвинения»), Греты Гарбо («Анна Каренина»), Арлетти («Дети райка»), Ингрид Бергман («Осенняя соната»).
Последние годы актриса вела буквально нищенское существование. Иногда удавалось поработать на дубляже, что-то платили из жалости в Театре киноактёра. Режиссёры не приглашали сниматься — и тогда она сама стала снимать кино. Двадцать два года Караваева играла перед любительской кинокамерой, звук записывала на допотопный катушечный магнитофон. Для роли Нины Заречной в «Чайке» она сделала себе чайку — птицу из проволоки, бумаги и перьев. В 2000 году режиссёр Георгий Параджанов снял документальный 36-минутный фильм «„Я — Чайка“. Тайна жизни актрисы Караваевой», в котором использовал эти плёнки.
Точная дата смерти неизвестна. Тревогу забили соседи, когда в доме прорвало трубу. После вскрытия двери, в прихожей был обнаружен труп, лежащий среди кинопленок плавающих в кипятке .
Валентина Караваева похоронена на Хованском кладбище Москвы (надпись на могиле «Чапмен-Караваева Валентина Ивановна 21.05.1921 — 12.01.1998 гг. Незабвенная Машенька»).
Караваева — прототип главной героини романа Юрия Буйды «Синяя кровь» (2011), актрисы по имени Ида Змойро. В романе воспроизведены многие подробности жизни Караваевой (съёмки в киноленте «Машенька», Сталинская премия, автокатастрофа и шрам, замужество за английским дипломатом, работа в дубляже, самодельные фильмы).

## Творчество

### Актёрские работы
- 1939 — Ночь в сентябре — подруга Дуни
- 1940 — Будни — Машенька, буфетчица (нет в титрах)
- 1940 — Закон жизни — студентка (нет в титрах)
- 1940 — Суворов — молодая дворянка в Гатчинском дворце (нет в титрах)
- 1942 — Машенька — Машенька Степанова, телеграфистка, позднее сандружинница
- 1942 — Тоня (Боевой киносборник «Наши девушки») — Тоня Павлова, телефонистка
- 1957 — Повесть о первой любви
- 1964 — Обыкновенное чудо — Эмилия, придворная дама
- 1966 — Весёлые расплюевские дни — эпизод (нет в титрах)
- 1968 — Любить… — голос из магнитофона (первая новелла)

### Озвучивание и дублирование фильмов (избранная фильмография)
- 1935 — Анна Каренина (англ. Anna Karenina, США) — Анна Каренина (роль Греты Гарбо)
- 1945 — Дети райка (фр. Les Enfants du paradis, Франция) — Гаранс (роль Арлетти)
- 1945 — Ловко устроился (англ. Sitting Pretty, США) — Тэйси Кинг (роль Морин О’Хара)
- 1950 — Всё о Еве (англ. All About Eve, США) — Марго Ченнинг (роль Бетт Дейвис)
- 1952 — Огни рампы (англ. Limelight, США) — миссис Олсоп (роль Марджори Беннетт)
- 1954 — Красное и чёрное (фр. Le Rouge et le noir, Франция) — мадам Луиза де Реналь (роль Даниэль Дарьё)
- 1957 — Король в Нью-Йорке (англ. A King in New York, Великобритания) — королева Ирен (роль Максин Одли)
- 1957 — Свидетель обвинения (англ. Witness for the Prosecution, США) — Кристина Воул (роль Марлен Дитрих)
- 1958 — Двустворчатое зеркало (в советском прокате «Призрачное счастье»; фр. Le miroir à deux faces, Италия, Франция) — Мари-Жозе (роль Мишель Морган)
- 1962 — Затмение (итал. L'eclisse, Италия, Франция) — мать Виттории (роль Лиллы Бриньоне)
- 1966 — Мужчина и женщина (фр. Un homme et une femme, Франция) — чтение стихов за кадром
- 1967 — Полуденный паром (эст. Keskpäevane praam, Эстония) — парикмахер Лейсли (роль Ады Лундвер)
- 1972 — Игра в карты по-научному (итал. Lo scopone scientifico, Италия) — миллионерша (роль Бетт Дейвис)
- 1978 — Смерть на Ниле (в советском прокате «Роковое путешествие»; англ. Death on the Nile, Великобритания) — Мари ван Схёйлер (роль Бетт Дейвис)
- 1978 — Осенняя соната (швед. Höstsonaten, Швеция, ФРГ) — Шарлотта (роль Ингрид Бергман)

### Роли в театре

#### Театр имени Моссовета
- 1945 — «Чайка» А. Чехова; режиссёр Ю. Завадский — Нина Заречная

#### Театр при русской общине вЖеневе
- «Чайка» А. Чехова; режиссёр В. Караваева — Нина Заречная

### Архивные кадры
- 1998 — Валентина Караваева (из цикла передач телеканала ОРТ «В поисках утраченного») (документальный)
- 2000 — Я — Чайка! (документальный)
- 2006 — Валентина Караваева (из цикла передач телеканала ДТВ «Как уходили кумиры») (документальный)
- 2009 — Самарские судьбы. Валентина Караваева (документальный)

## Награды
- 1943 — Сталинская премия второй степени за исполнение главной роли в фильме «Машенька»[7]

## Память
- 2000 — д/ф «Я — Чайка». Тайна жизни актрисы Караваевой (реж. Георгий Параджанов)[8]
- 2011 — Валентине Караваевой посвящён спектакль «Чайка» (постановка Юрия Бутусова), премьера которого состоялась 15 апреля 2011 года в театре «Сатирикон» (Москва)[9]
- 2019 — Валентине Караваевой посвящён спектакль «Девушка и Смерть», премьера состоялась 29 ноября 2018 года в театре «Tabernacle» (Лондон) (реж. Максим Диденко, сц. Валерий Печейкин)[10]
- д/ф в цикле передач «Как уходили кумиры»
- д/ф в цикле передач «Легенды мирового кино»
- д/ф в цикле передач «Голливуд Страны Советов»[5]